# Nogueras (Mexique)
Pour les articles homonymes, voir Nogueras.
Nogueras est un hameau de la ville de Comala, dans l’État de Colima, au Mexique, où est né et a vécu l'artiste Alejandro Rangel Hidalgo.

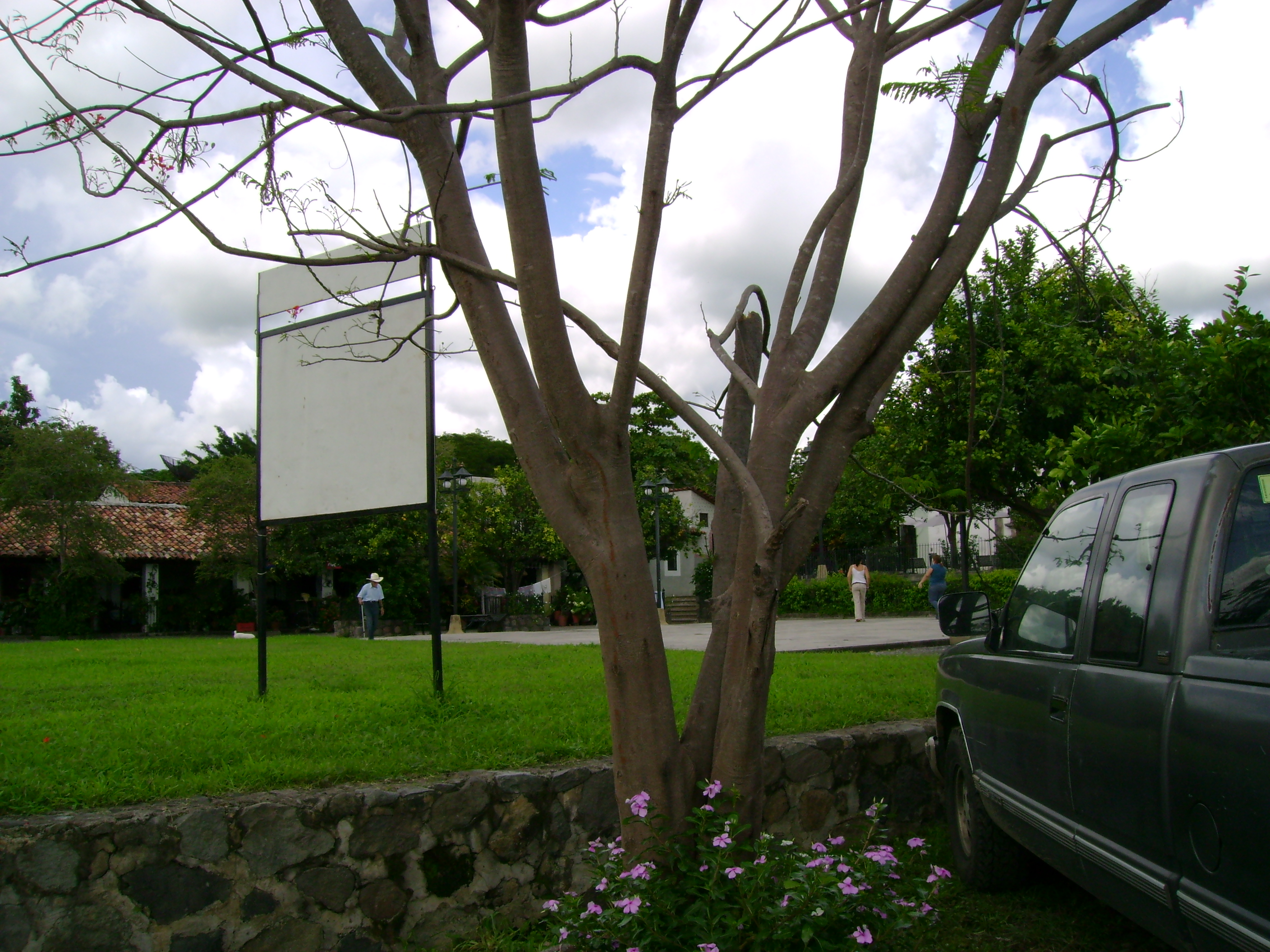
Nogueras